# جوان أنخيل رومان
جوان أنخيل رومان (بالإسبانية: Joan Ángel Román) (18 مايو 1993 بريوس في إسبانيا - ) هو لاعب كرة قدم إسباني في مركز الهجوم. شارك مع منتخب إسبانيا تحت 16 سنة لكرة القدم. أما مع النوادي، فقد لعب مع سبورتينغ براغا ومانشستر سيتي ونادي برشلونة ب ونادي برشلونة ونادي فياريال وناسيونال ماديرا.

## وصلات خارجية
- جوان أنخيل رومان على موقع الاتحاد الأوربي (الإنجليزية)
- جوان أنخيل رومان على موقع قاعدة بيانات كرة القدم.إي يو (الإنجليزية)
- جوان أنخيل رومان على موقع Soccerbase.com (لاعب) (الإنجليزية)
- جوان أنخيل رومان على موقع Soccerway.com (الإنجليزية)
- جوان أنخيل رومان على موقع عالم كرة القدم.نت (الإنجليزية)
- جوان أنخيل رومان على موقع AS.com (الإسبانية)